# Vittaria
Vittaria es un género de helechos con 177 especies descritas y 3 aceptadas, perteneciente a la familia Pteridaceae. Es originaria de los trópicos.

## Descripción
Son helechos con hábitos de epífitas u ocasionalmente rupícolas; con rizoma cortamente rastrero a suberecto, escamoso, con unas pocas raíces densamente pelosas; raíces no prolíferas; pecíolo presente o ausente; lámina linear o elíptica, coriácea a cartácea, glabra; nervaduras anastomosadas, con 1 hilera de aréolas entre la costa y los márgenes o (en V. costata) 3-5 hileras, las aréolas sin nérvulos libres incluidos; soros lineares, en 2 líneas, una a lo largo de cada margen de la hoja; parafisos simples o ramificados con una célula apical agrandada; esporas triletes o monoletes; el número de cromosomas es de: x=60. 
Vittaria se distingue de todos los demás géneros en la familia por tener un soro largo y continuo a lo largo de cada margen. Ananthacorus se mantiene a veces como un género para V. costata (como Ananthacorus angustifolius) con base en las 3-5 hileras de aréolas sobre cada lado de la costa. Tal distinción no se correlaciona con nada más y parece insuficiente para un reconocimiento genérico. Una clasificación de Vittaria dentro de la familia y un tratamiento americanas fueron publicados por Benedict (1911, 1914). En el Nuevo Mundo hay alrededor de 14 especies.

## Taxonomía
Vittaria fue descrito por James Edward Smith y publicado en Mémoires de l'Academie Royale des Sciences 5: 413, pl. 9, f. 5. 1793. La especie tipo es: Vittaria lineata (L.) Sm.

## Especies
A continuación se brinda un listado de las especies del género Vittaria aceptadas hasta abril de 2012, ordenadas alfabéticamente. Para cada una se indica el nombre binomial seguido del autor, abreviado según las convenciones y usos:
| - Vittaria amboinensis Fée - Vittaria anguste-elongata Hayata - Vittaria arisanensis Hayata - Vittaria centrochinensis Ching ex J.F. Cheng - Vittaria doniana Mett. ex Hieron. - Vittaria elongata Sw. - Vittaria ensiformis Sw. - Vittaria flexuosa Fée - Vittaria fudzinoi Makino - Vittaria graminifolia Kaulf. - Vittaria guineensis Desv. - Vittaria hainanensis C. Chr. ex Ching - Vittaria himalayensis Ching - Vittaria lauana Ching - Vittaria linearifolia Ching | - Vittaria lineata (L.) Sm. - Vittaria longipes Sodiro - Vittaria mediosora Hayata - Vittaria minima (Baker) Benedict - Vittaria ophiopogonoides Ching - Vittaria owariensis Fée - Vittaria plurisulcata Ching - Vittaria pusilla Blume - Vittaria scolopendrina (Bory) Schkuhr ex Thwaites - Vittaria sessilis (Eaton ex Yoshin.) Makino - Vittaria sikkimensis Kuhn - Vittaria taeniophylla Copel. - Vittaria tibetica Ching & S.K. Wu - Vittaria zosterifolia Willd. |